# Peter Gülke
Peter Gülke, né le 29 avril 1934 à Weimar, est un chef d'orchestre, musicologue et écrivain allemand.

## Biographie professionnelle
Après un baccalauréat obtenu en 1952 à Weimar, Peter Gülke  poursuit de 1952 à 1957 des études (violoncelle, musicologie, romanistique et germanistique) au Conservatoire de musique de  Weimar (de)  et à l'université d'Iéna et l'université de Leipzig, suivi d'une activité d'enseignant à l'université de Leipzig. En 1958, il obtient un doctorat à Leipzig avec Heinrich Besseler (de).
De 1959 à 1964, il est répétiteur, régisseur et maître de chapelle au Theater Rudolstadt (de), 1964-1965 chef musical principal au Théâtre de l'Altmark (de) à Stendal, de 1966 à 1969 directeur musical au Hans Otto Theater (de) de Potsdam et 1972-1976 directeur musical au Stralsunder Theater (de). De 1976 à 1981 il travaille comme maître de chapelle à la Semperoper, il est professeur à la Musikhochschule Dresden (de) et directeur de l'orchestre du conservatoire. En 1980, il accepte un poste de professeur invité à l'université Harvard. De 1981 à 1983, il est directeur musical de la Staatskapelle Weimar au Deutsches Nationaltheater Weimar.
Après un concert donné à Hambourg en 1983, Gülke décide de rester en République fédérale d'Allemagne, où il obtient un an plus tard, en 1984, une habilitation universitaire auprès de Carl Dahlhaus à l'université technique de Berlin. En 1985, il est professeur invité à Bochum. De 1986 à 1996, il est directeur musical général de la ville de Wuppertal. En 1994, il devient membre de l'Académie allemande pour la langue et la littérature. De 1996 à 2000, Gülke est professeur de direction d'orchestre à l'Université de musique de Fribourg et de 1999 à 2002 il est professeur de musicologie à l'université de Bâle. De juin 2011 à juin 2014 Peter Gülke est président de la Académie des arts de Saxe (de).
En 2015, Peter Gülke est appelé à être le chef d'orchestre principal des Brandenburger Symphoniker (de).
Peter Gülke vit à Weimar.

### Tournées
Peter Gülke a effectué des tournées en République fédérale d'Allemagne, Suisse, les États-Unis et en Autriche. Il est un invité régulier des grands orchestres et maisons d'opéra à travers l'Europe. Au Japon, il a joué avec l'Orchestre symphonique de la NHK à Tokyo. De nombreuses œuvres contemporaines lui doivent leur première interprétation, il a aussi   rendu  à nouveau accessibles des œuvres oubliées.

## Prix et distinctions
- 1995 : Prix Sigmund Freud pour la prose scientifique de l'Académie allemande pour la langue et la littérature de Darmstadt
- 1995 : Prix Edison du disque pour l'enregistrement complet de  Irrelohe (de) de Schreker
- Depuis 1996 : Membre de l'Académie des arts de Saxe (de)
- 1996 :  Prix de la culture Eduard von der Heydt (de) de la ville de Wuppertal
- 1996 : Prix Edison de l'industrie du disque.
- 1997 : Membre de l'Académie allemande pour la langue et la littérature, Darmstadt
- 1998 : Prix Karl-Vossler (de)
- 2002 : Décoration autrichienne pour la science et l'art (de)
- 2003 : Sénateur d'honneur du Hochschule für Musik Franz Liszt Weimar
- 2004 : Docteur honoris causa de  l'université de Berne
- 2006 : Membre de l'Académie bavaroise des beaux-arts
- 2006 : Docteur honoris causa du Conservatoire de musique Franz Liszt de Weimar
- 2007 : Docteur honoris causa du Conservatoire de musique Carl Maria von Weberde Dresde
- 2009 : Prix Weimar (de)
- 2014 : Prix Ernst von Siemens

## Enregistrements
Peter Gülke a réalisé des enregistrements complets  des fragments symphoniques de Franz Schubert avec la Staatskapelle de Dresde ainsi que d'œuvres de Arnold Schoenberg, Alban Berg et Anton Webern avec l'orchestre de chambre de la Junge Deutsche Philharmonie (en), de l'opéra de Udo Zimmermann Der Schuhu und die fliegende Prinzessin (pour lequel il a également dirigé la première mondiale). Il y a aussi des enregistrements de musique de la cour d'Anne-Amélie de Brunswick (Anne-Amélie de Brunswick, Ernst Wilhelm Wolff, Johann Friedrich Reichardt, Franz Carl Adelbert Eberwein (de), Franz Seraph von Destouches) et d'œuvres de Beethoven, Britten, Baird Benda, Glazunov, Kirchner, Leyendecker (de) Ravel, Schumann, Tscherepnin et Schreker.

## Éditions
Il a édité des Symphonies de Wolfgang Amadeus Mozart, Ludwig van Beethoven et Franz Schubert (Fragments symphoniques)), les mémoires d'André-Ernest-Modeste Grétry et lé écrits sur la musique de Jean-Jacques Rousseau.

## Écrits
- Das Schriftbild der mehrstimmigen Musik. Leipzig 1972.
- Musik des Mittelalters und der Renaissance. Leipzig 1973.
- Mönche, Bürger, Minnesänger. Musik in der Gesellschaft des europäischen Mittelalters. Leipzig 1975.
- Rousseau und die Musik. Wilhelmshaven 1984.
- Brahms, Bruckner. Zwei Studien. Kassel und Basel 1989.
- Schubert und seine Zeit. Laaber 1991.
- Fluchtpunkt Musik. Reflexionen eines Dirigenten zwischen Ost und West. Kassel, Stuttgart et Weimar 1994.
- Triumph der neuen Tonkunst. Mozarts letzte Sinfonien und ihr Umfeld. Kassel, Stuttgart et Weimar 1998.
- „… immer das Ganze vor Augen“. Studien zu Beethoven. Stuttgart 2000.
- Die Sprache der Musik. Essays zur Musik von Bach bis Holliger. München et Kassel 2001.
- Guillaume Du Fay. Die Musik des 15. Jahrhunderts. Stuttgart 2003.
- (de) Auftakte : Nachspiele : Studien zur musikalischen Interpretation, Stuttgart/Kassel, J. B. Metzler - Bärenreiter Verlag, 2006, 294 p. (ISBN 978-3-476-02122-9).
- Robert Schumann : Glück und Elend der Romantik, Munich, Zsolnay Verlag, 2010, 270 p. (ISBN 978-3-552-05492-9).
- (de) Von Bach bis Beethoven : Streifzüge durch große Musik, Cassel, Bärenreiter Verlag, 2014 (ISBN 978-3-7618-2348-4).